# Drymaria cubana
Drymaria cubana là loài thực vật có hoa thuộc họ Cẩm chướng. Loài này được Alain mô tả khoa học đầu tiên năm 1962.